# 4 tatuaggi per un super guerriero
4 tatuaggi per un super guerriero (Tattooed Teenage Alien Fighters from Beverly Hills) è una serie televisiva statunitense in 40 episodi andati in onda per la prima volta nel corso di una sola stagione nel 1994 sulla rete USA Network. La serie è un'imitazione a basso budget della serie per ragazzi Power Rangers. In Italia è andata in onda su Italia 1.

## Trama
La serie è ambientata a Beverly Hills, in California. I quattro personaggi principali sono ragazzi selezionati da un alieno chiamato Nimbar per combattere i mostri inviati dal perfido imperatore Gorganus. Gorganus è intento a conquistare la Terra perché è il punto di riferimento per una rete di "portali della forza" in grado di facilitare la conquista della galassia. Nel primo episodio Nimbar recluta i quattro ragazzi e con un tocco del suo dito fa loro una serie di tatuaggi ognuno basato su una costellazione della sfera celeste: Laurie Foster assume i poteri dello Scorpione, Drew Vincent quelli del Centauro, Swinton Sawyer quelli di Apollo, Gordon Henley quelli del Toro.
Quando i loro tatuaggi lampeggiano significa che Nimbar ha bisogno di loro. Nimbar è il protettore supremo di questi portali e ha bisogno dei ragazzi che diventano guerrieri e sentinelle a difesa dei portali. I ragazzi possono utilizzare una sorta di piattaforme chiamate "transo disc" e trasformarsi in "sentinelle galattiche" con super poteri per riunificarsi poi in un'unica formazione denominata "Nitron". Come nella serie dei Power Rangers, i ragazzi sono tenuti a delle regole: non possono rivelare la loro identità di sentinelle galattiche a nessuno e non possono trasformarsi e lottare a meno che non siano costretti da Gorganus.
Nota: il tatuaggio di Drew non è il simbolo del centauro, ma del Sagittario. Analogamente, il simbolo di Swinton non è quello di Apollo, ma quello dell'Acquario. Probabilmente sono errori da parte dei creatori.
In un episodio, compare Zsa Zsa Gábor come guest star.

## Personaggi
- Swinton Sawyer (Apollo), interpretato da Rugg Williams, è il "cervellone" del gruppo, porta gli occhiali ed è afro-americano. Indossa un costume giallo e possiede il potere di Apollo. La sua è un'arma a doppia lama.
- Gordon Henley (Toro), interpretato da Richard Nason. Si trasforma nel Toro, indossando un costume nero.
- Laurie Foster (Scorpione), interpretata da Leslie Danon. Intelligente, sensibile e molto determinata, diviene il leader della squadra con la forza e i poteri dello Scorpione. La luce della sua armatura è di colore verde. La sua arma principale è la spada a lama sottile.
- Drew Vincent (Centauro), interpretata da K. Jill Sorgen. È una ragazza intelligente che lavora in un bar che i ragazzi del gruppo sono soliti frequentare. Si trasforma in Centauro, con un costume viola. Utilizza un'ascia da battaglia come arma.
- Nimbar, interpretato da Glenn Shadix (solo voce). Doppiato da Glenn Shadix nella versione originale, Nimbar è un blob gelatinoso con una grande intelligenza che raggruppa i ragazzi di volta in volta, li controlla, mantiene i loro poteri e apre portali di passaggio dalla Terra. Ha fallito in passato la protezione di un mondo dalle minacce di Gorganus e ora non si fermerà davanti a nulla pur di non relegare la Terra alla stessa sorte.
- Imperatore Gorganus, interpretato da Ed Gilbert; è il cattivo della serie e acerrimo nemico di Nimbar, vuole conquistare l'intera galassia servendosi della Terra che intende poi distruggere quanto prima.
- Lechner, interpretato da David L. Lander.

### Mostri
- Ninjabot: un mostro simile a un samurai che appare nel primo episodio. Armato di una katana che può sparare lampi di energia, è in grado di far scomparire le armi dei ragazzi guerrieri con colpi di spada ma viene distrutto dai ragazzi in formazione Nitron per la prima volta.
- Slaygar, mostro dei rifiuti tossici: un mostro che appare nell'episodio Perceptions. È intento a spazzare via la razza umana avvelenando il pianeta con i fumi tossici che espira. L'inquinamento che produce danneggia i portali e solo Apollo è in grado di trasformarsi e combattere, con la consulenza di Nimbar che gli rivela che il punto debole di Slaygar è dietro l'orecchio ma Gorganus richiama Slaygar prima che potesse essere distrutto.
- Neuragula, un mostro con due emisferi del cervello: uno controlla le emozioni, l'altro l'intelligenza. La sua capacità più distintiva è il suo stridio penetrante. Egli può sparare raggi laser e può assumere il controllo mentale delle sue vittime come si vede nell'episodio The Quitter.
- Voldac: è un cavaliere elettrico in grado di produrre elettricità statica che distrugge i portali nell'episodio Switch; questo porta le menti delle sentinelle a trovarsi in corpi diversi. In battaglia la sua spada può sparare un fulmine che si rivela un'arma formidabile. Le sentinelle lo distruggono portandosi in formazione Nitron e tagliando una delle sue spalle, provocando così un corto circuito è facendo ritornare le loro menti nei cervelli originari.

## Episodi
| Stagione       | Episodi | Prima TV originale |
| -------------- | ------- | ------------------ |
| Prima stagione | 40      | 1994               |